# Nonanal
El nonanal, també conegut com a nonanaldehid, aldehid C9 o  pelargonaldehid és un aldehid. Aquest compost químic, de fórmula C9H18O, és un líquid incolor o groguenc a temperatura ambient, tot i que es volatilitza fàcilment, degut al seu baix pes molecular.
El seu punt de fusió és -18°C i el punt d'ebullició és de 190°C. No és clar quan va ser descobert, però la primera descripció científica és de finals del segle xix, durant el desenvolupament de la química orgànica.
És present a moltes plantes, tals com la vinya, la prunera o el llorer, i té un paper important en les comunicacions entre organismes, podent actuar com a kairomona, al·lomona, feromona o atraient per a molts ordres d'insectes diferents (especialment lepidòpters i coleòpters) i diversos mamífers, com les rates comunes, els linx nòrdics, els tigres o els lleons. També és produït pel cos humà, i es creu que és el principal atractor dels mosquits del gènere Culex, si bé s'ha observat que la combinació d'emissions d'aquest compost amb CO₂ millora substancialment les captures de mosquits.
El nonanal, juntament amb el propanal, és un dels aldehids més presents a l'atmosfera, com s'ha vist en estudis duts a terme a Tennessee, Estats Units. Les seves concentracions varien entre les 70 ppt (parts per trilió, 10-12) a la nit i les 300-400 ppt durant el migdia. El nonanal, com altres aldehids, és molt reactiu a l'anió hidroxil, fet que genera ozó troposfèric (un contaminant aeri destacat) així com compostos que reaccionen amb els òxids de nitrogen i els fan precipitar.
El nonanal també pot ser produït artificialment, a partir de la reducció de l'àcid pelargònic o la hidroformilació de l'1-octè, entre d'altres. És un compost usat en perfumeria, com a agent aromatitzant, ja que confereix gustos refrescants i cítrics que recorden a la cera. S'acostumen a utilitzar en concentracions molt baixes, entre 0.2 i 5 ppm. També és emprat en l'elaboració de medicaments.